# Stanisław Tarło (zm. 1599)
 Stanisław Tarło herbu Topór (? – 1599) – starosta sochaczewski i zwoleński.

## Życiorys
Syn chorążego lwowskiego Jana Tarły (zm. 1572) i Reginy z Malczyc (zm. po 1555). Miał braci: Zygmunta Tarłę (zm. 1628) – kasztelana sądeckiego i Mikołaja Tarłę, oraz siostry: Katarzynę żonę Stanisława Daniłowicza – chorążego i Jadwigę czwartą żonę kasztelana kamienieckiego Hieronima Jarosza Sieniawskiego.
Poślubił około 1593 r. Barbarę Dulską (zm. 12 marca 1613). Miał z nią dwóch synów: Pawła i Jana Karola – starostę olsztyńskiego, zwoleńskiego, męża Marianny Ligęzy oraz córkę Mariannę (ur. 1600, zm. 12 I 1652), benedyktynkę w Toruniu, ksienię radomskich benedyktynek (od 1629 r.).